# Maravilha
Maravilha là một đô thị ở bang Alagoas, Brasil. Đô thị này có diện tích 279 km2, dân số năm 2008 là 10.452 người.